# 施罗茨贝格
施罗茨贝格（德語：Schrozberg，發音：[ˈʃʁɔtsˌbɛʁk] ⓘ）是德国巴登-符腾堡州斯图加特行政区施瓦本哈尔县的城市，面积105.21平方千米，2023年12月31日人口为5,947人。